# Meinhard Olsen
Meinhard Egilsson Olsen (ur. 10 kwietnia 1997) – farerski piłkarz, występujący na pozycji obrońcy w norweskim klubie Mjøndalen IF oraz w reprezentacji Wysp Owczych.

## Kariera klubowa
Meinhard Olsen swoją karierę rozpoczął w NSÍ Runavík. W 2015 przeniósł się do duńskiego Vendsyssel FF, gdzie rozegrał 9 meczów i strzelił jedną bramkę. Następnie wrócił do ojczyzny, gdzie grał w B36 Tórshavn. W 2018 zdobył puchar Wysp Owczych. Od 2022 jest zawodnikiem norweskiego Mjøndalen IF, grający w 1. divisjon.

## Kariera reprezentacyjna
Olsen występował w drużynach młodzieżowych. Grał w reprezentacji na szczeblach młodzieżowych: U-17, U-19 oraz U-21. W reprezentacji Wysp Owczych zadebiutował 7 czerwca 2019 w meczu kwalifikacji do Euro 2020 przeciwko Hiszpanii. Pierwszego gola dla reprezentacji zdobył 25 marca 2021, w meczu eliminacji do mistrzostw świata 2022 przeciwko Mołdawii.